# 1338 en santé et médecine
| Années de la santé et de la médecine : 1335 - 1336 - 1337 - 1338 - 1339 - 1340 - 1341    |
| Décennies de la santé et de la médecine : 1300 - 1310 - 1320 - 1330 - 1340 - 1350 - 1360 |

Cet article présente les faits marquants de l'année 1338 en santé et médecine.

## Événements
- Fondation de l'hospice Saint-Antoine-le-Grand (S. Antonio abate) de Cagliari, consacré à l'accueil des malades affectés de troubles mentaux[1].
- En Italie, les apothicaires sont regroupés à Gubbio dans la même corporation que les médecins, comme c'est le cas depuis 1293 à Florence ou 1306 à Viterbe, alors qu'ils restent associés dans un même art aux fromagers à Plaisance ou aux lardiers à Reggio[2].
- Fondation d'une léproserie à Florence en Italie ; vers 1428, cet établissement n'accueille plus que sept malades ; un siècle plus tard, ce nombre se réduit à deux[3].
- À la demande du pape Benoît XII qui veut réformer l'ordre de Saint-Jean de Jérusalem, les commandeurs de Trinquetaille et de Claret visitent trente-trois des commanderies qui dépendent du prieuré de Saint-Gilles, et le procès-verbal de leur enquête[4] semble montrer que les frères manquent à leurs vœux premiers de charité, d'hospitalité et d'assistance[5].
- 1338-1339 : fondation à Rome, par le cardinal Giovanni Colonna, de l'hôpital Saint-Jacques qui, au XVe siècle, prendra le nom d'hôpital des Incurables (Ospedale di San Giacomo degli Incurabili[6]).

## Publication
- 30 novembre, Barnabas de Reggio, médecin italien (mort vers 1365), achève son traité de diététique « sur la nature et les propriétés des aliments » (Compendium de naturis et proprietatibus alimentorum[7]).